# Bänkskytte
Bänkskytte är en typ av sportskytte där man skjuter med hjälp av stöd från en bänk, därav namnet.
Det finns i huvudsak 2 olika grenar, gruppskytte och poängskytte, i gruppskytte är målet att skjuta så tätt som möjligt med 5 skott på en speciell papperstavla, man skjuter vanligen på 100 och 200 meter, även långhållsskytte på 300 och 500 förekommer.
I poängskytte skjuter man 1 skott vardera på 5 tavlor där målet är att träffa så nära mitten som möjligt, den som för dagen bäst hanterar vind och väder har fördelen på sin sida.
Man skjuter med gevär i olika klasser, allt från jaktgevär till mycket speciella modifierade vapen byggda för högsta möjliga precision.